# Fuggendo nella notte
Fuggendo nella notte (夜奔S, Ye benP) è un film taiwanese, distribuito il 14 ottobre del 2000, a tematica omosessuale.

## Trama
Ambientato in Cina durante gli anni '30 del XX secolo l'opera tratta la sconvolgente relazione fra tre personaggi. Tra Ing’er, una timida maestra figlia del proprietario di un teatro, e suo cugino Hsu Shao-dung, che ormai è andato a vivere negli Stati Uniti e lavora come violoncellista, c'è una folta corrispondenza. Quando Hsu decide di tornare in Cina per sposare Ing’er, per volontà delle loro famiglie, in casa della ragazza viene ospitata, momentaneamente, una compagnia teatrale. Tra Ing’er e Hsu si è creata una forte amicizia ma Hsu non ha intenzione di procedere con il matrimonio. Inoltre Hsu, che non conosceva il teatro tradizionale cinese fino a quel momento, incontra, per la prima volta, Lin Chung, il primo attore della compagnia, e ne subisce subito il fascino (cui anche Ing’er non è indifferente). Tra i tre ha inizio così un triangolo amoroso con molteplici complicazioni.

## Accoglienza

### Incassi
Negli Stati Uniti d'America ha incassato complessivamente 12.789 dollari americani.

### Recensioni
Sull'aggregatore di recensioni Rotten Tomatoes il film ha ottenuto una valutazione positiva del 40% sulla base di 10 critiche. Su Metacritic l'opera ha ottenuto un voto di 51/100 sulla base di 11 critici.

## Riconoscimenti

### Vinti
Asian Film Festival – 2001
- APFF Award per le migliori musiche

Torino GLBT Film Festival – 2001
- Miglior lungometraggio (Li-Kong Hsu e Chi Yin)

### Candidature
Chicago International Film Festival – 2000
- Gold Hugo per miglior regista esordiente (Li-Kong Hsu e Chi Yin)

Golden Horse Film Festival – 2000
- Miglior attore non protagonista (Leon Dai)

Hawaii International Film Festival – 2000
- Miglior narrazione (Li-Kong Hsu e Chi Yin)